# 酒谷川
酒谷川（さかたにがわ）は、宮崎県南部を流れる広渡川水系の河川である。
ハゼの稚魚を網にかける伝統漁「ノボリコ漁」が行われている。

## 流路
宮崎県日南市と北諸県郡三股町の境界に位置する牛の峠の北寄りの谷に源を発し南東へ流れ、日南市平野地区で広渡川に合流する。

## 河川施設
- 日南ダム

## 並行する交通

### 道路
- 国道222号